# Malina Weissman
Malina Weissman (Nova Iorque, 12 de março de 2003) é uma atriz e modelo norte-americana, mais conhecida por interpretar a April O'Neil mais jovem em Tartarugas Ninja, a Kara mais jovem em Supergirl e a Violet Baudelaire em Desventuras em Série.

## Vida e Carreira
Weissman é uma modelo da cidade de Nova Iorque e atriz. Ela começou sua carreira como modelo, com a idade de oito anos, seguindo os passos de sua mãe cuja agência a descobriu. Ela já apareceu em grandes designers e marcas como Calvin Klein, Ralph Lauren, Levi, Benetton, DKNY, H & M, entre muitos outros. Como atriz, ela já apareceu em comerciais para bochechos ACT, Maybelline, Purell e My Little Pony. 
Ela fez sua estreia no cinema interpretando o papel de uma jovem April O'Neil no filme de ficção científica de ação comédia Teenage Mutant Ninja Turtles, o papel desempenhado como uma adulta por Megan Fox em 2014.
Em 2015, Weissman apareceu na série de televisão da CBS e Warner Bros. Television Supergirl como uma jovem Kara Zor-El , interpretada como uma adulta por Melissa Benoist .
Em 2016, Weissman apareceu no filme Thirsty, e tinha o papel significativo de Rebecca Brand na comédia Nine Lives, também estrelado por Kevin Spacey e Jennifer Garner, que foi lançado em agosto.
Weissman, também faz o papel de Violet Baudelaire na série da Netflix Desventuras em série, lançado em 13 de janeiro de 2017.

## Filmografia

### Filmes
| Ano  | Título              | Papel              | Notas |
| ---- | ------------------- | ------------------ | ----- |
| 2014 | As Tartarugas Ninja | jovem April O'Neil |       |
| 2016 | Thirsty             | Menina de rosa     |       |
| 2016 | Nine Lives          | Rebecca Brand      |       |

### Televisão
| Ano       | Título                         | Papel             | Notas        |
| --------- | ------------------------------ | ----------------- | ------------ |
| 2015      | Difficult People               | Renee Epstein     | um episódio  |
| 2015      | Supergirl                      | Kara (jovem)      | 4 episódios  |
| 2017-2019 | A Series of Unfortunate Events | Violet Baudelaire | Protagonista |
| 2022      | Evil                           | Candice Berganza  | 1 episódio   |

A Series of Unfortunate Events
Malina Weissman, é a protagonista do Original Netflix "A Series of Unfortunate Events" ou "Desventuras em Série".
Com o nome Violet, é a irmã mais velha de outros dois irmãos: Klaus, de 12 anos, e Sunny ainda bebê, que ela terá de cuidar por uma promessa que fez aos seus progenitores.

Nestes 25 episódios (que já se encontram no Netflix), Violet e os seus irmãos tentam fugir das tentativas do Conde Olaf, de conseguir ficar com as suas fortunas deixadas pelos pais antes de morrerem num incêndio misterioso onde ardeu a mansão dos Baudelaire.